# Маја (Глина)
Маја је насељено мјесто на подручју града Глине, у Банији, Сисачко-мославачка жупанија, Република Хрватска.

## Географски положај
Село је смјештено југоисточно од Глине, на истоименој ријеци, на путу који спаја Глину са Доњим Жировцем и даље ка Босни.

## Историја
Маја се од распада Југославије до августа 1995. године налазила у Републици Српској Крајини.

## Становништво
На попису становништва 2011. године, Маја је имала 168 становника.
| Националност       | 1991. | 1981. | 1971. | 1961. |
| Хрвати             | 249   | 267   |       |       |
| Срби               | 6     | 19    |       |       |
| Југословени        | 3     | 10    |       |       |
| Муслимани          |       | 2     |       |       |
| остали и непознато | 16    | 5     |       |       |
| Укупно             | 274   | 303   | 331   | 294   |

| Демографија | Демографија | Демографија |
| Година      | Становника  | Становника  |
| ----------- | ----------- | ----------- |
| 1961.       | 294         |             |
| 1971.       | 331         |             |
| 1981.       | 303         |             |
| 1991.       | 274         |             |
| 2001.       | 197         |             |
| 2011.       |             | 168         |

## Попис 1991.
На попису становништва 1991. године, насељено место Маја је имало 274 становника, следећег националног састава:
| Попис 1991.‍  | Попис 1991.‍  | Попис 1991.‍ | Попис 1991.‍ | Попис 1991.‍ |
| ------------ | ------------ | ----------- | ----------- | ----------- |
|              |              |             |             |             |
| Хрвати       | Хрвати       |             | 249         | 90,87%      |
| Срби         | Срби         |             | 6           | 2,18%       |
| Роми         | Роми         |             | 5           | 1,82%       |
| Југословени  | Југословени  |             | 3           | 1,09%       |
| неопредељени | неопредељени |             | 6           | 2,18%       |
| непознато    | непознато    |             | 5           | 1,82%       |
| укупно: 274  |              |             |             |             |